# جان دادلی لاواراک
جان دادلی لاواراک (انگلیسی: John Lavarack; ۱۹ دسامبر ۱۸۸۵ – ۴ دسامبر ۱۹۵۷) سیاست‌مدار اهل استرالیا بود. وی همچنین برندهٔ جوایزی همچون صلیب نظامی ۱۹۱۴-۱۹۱۸ (فرانسه) شده‌است.